# I Dream No More
I Dream No More ist ein, seit 2000 aktives, von Stijn van Cauter gegründetes Solo-Musikprojekt dessen Stil dem Post-Industrial-Subgenre Dark Ambient zugerechnet wird.

## Geschichte

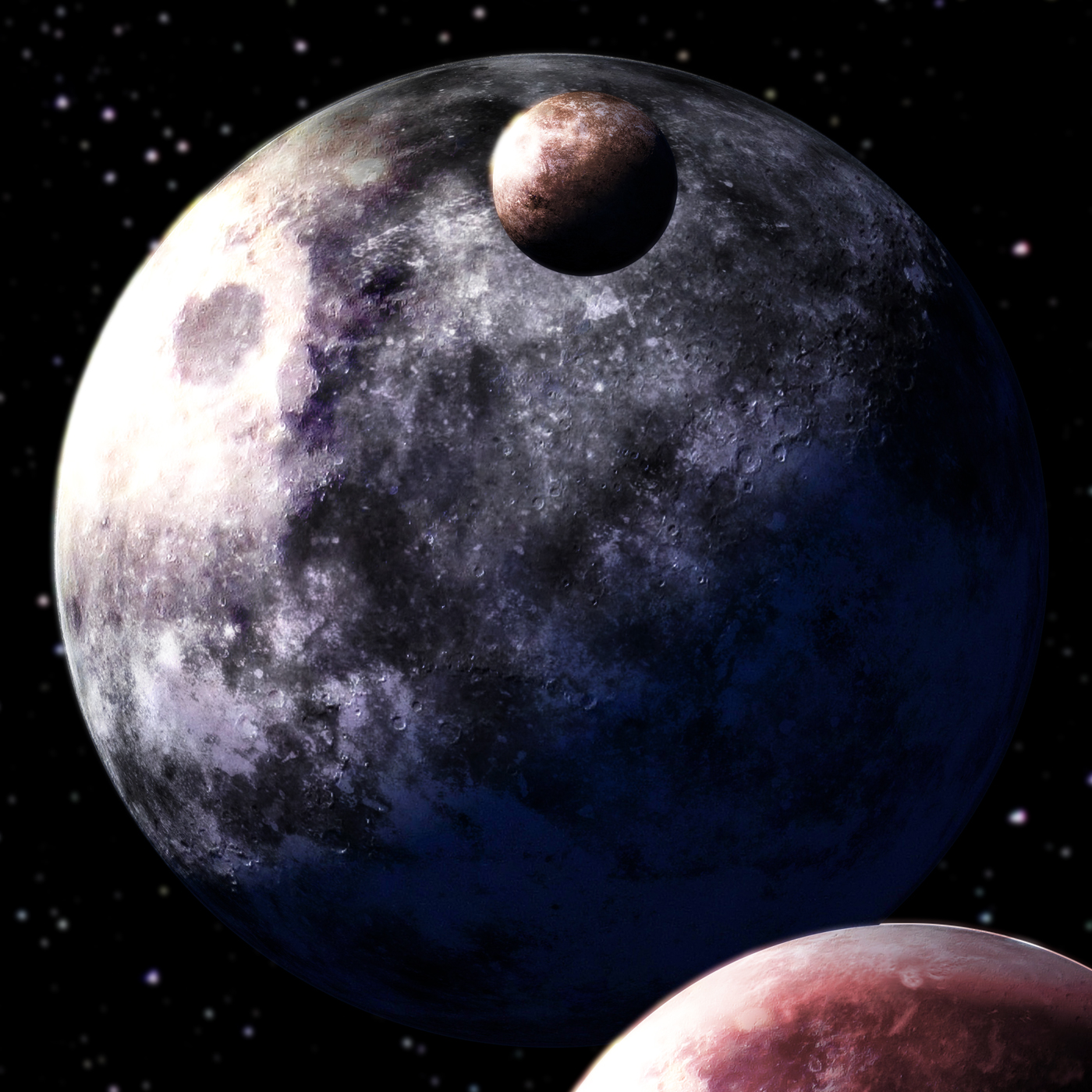
Cover des Albums Fade - Die

Stijn van Cauter initiierte I Dream No More als Soloprojekt. Es gilt als eines diverser Nebenprojekte zu van Cauters Hauptband Until Death Overtakes Me. Als I Dream No More erschienen unmittelbar nach der Gründung ein erstes Split-Album mit Until Death Overtakes Me. Zwi Jahre darauf folgte das Studioalbum Fade – Die. Weitere Split-Veröffentlichungen schlossen sich an. Die Musik von I Dream No More erschien über van Cauters eigenes Label Nulll Records sowie über weitere Label wie FunerART posmoGROUP. Im Jahr 2010 beteiligte sich van Cauter als I Dream No More an einer mehrstündigen internationalen Kollaboration, unter anderem mit „Malaquias“ von Fliegend und Alexis Brantes von Funeral Inconscientemente Natural, die als Album zum Musikdownload freigegeben wurde. Der Anteil von I Dream No More beinhaltete circa zwei Stunden Musik, die van Cauter 2020 überarbeitet als The Final Border veröffentlichte. Rezeption der Veröffentlichungen von I Dream No More blieb indes weitestgehend aus. Das Projekt entwickele sich nur langsam äußerte van Cauter im Gespräch mit Doom-Metal.com.  Im Jahr 2011 stellte van Cauter die Produktion weiterer Musik vorübergehend ein. I Dream No More reaktivierte er 2020 mit der Veröffentlichung des Stücks The Final Border. Van Cauter präsentierte die Musik unter anderem über Bandcamp und seine Homepage zum kostenfreien Musikdownload.

## Stil
Die von I Dream No More gespielte Musik wird dem Ambient und Dark Ambient zugerechnet. Van Cauter beschreibt die Musik als mechanisch klingenden Ambient, der sich zunehmend zu einer Mischung aus minimalistischem Dark Ambiente und melodischer Elektronik entwickelte.

## Diskografie
- 2000: Until Death Overtakes Me/I Dream No More (Split-Album mit Until Death Overtakes Me, Nulll Records)
- 2002: Fade – Die (Album, Nulll Records)
- 2009: I Dream No More/Dios Incandescente (Split-Album mit Dios Incandescente, FunerART posmoGROUP)
- 2010: La Ultima Frontera (Kollaborations-Download-Album, Selbstverlag)
- 2020: The Final Border (Album, Void Overflow)
- 2022: The Citadel Fleets of Ekket-Faug (Album, Selbstverlag)